# CMT (美国电视频道)

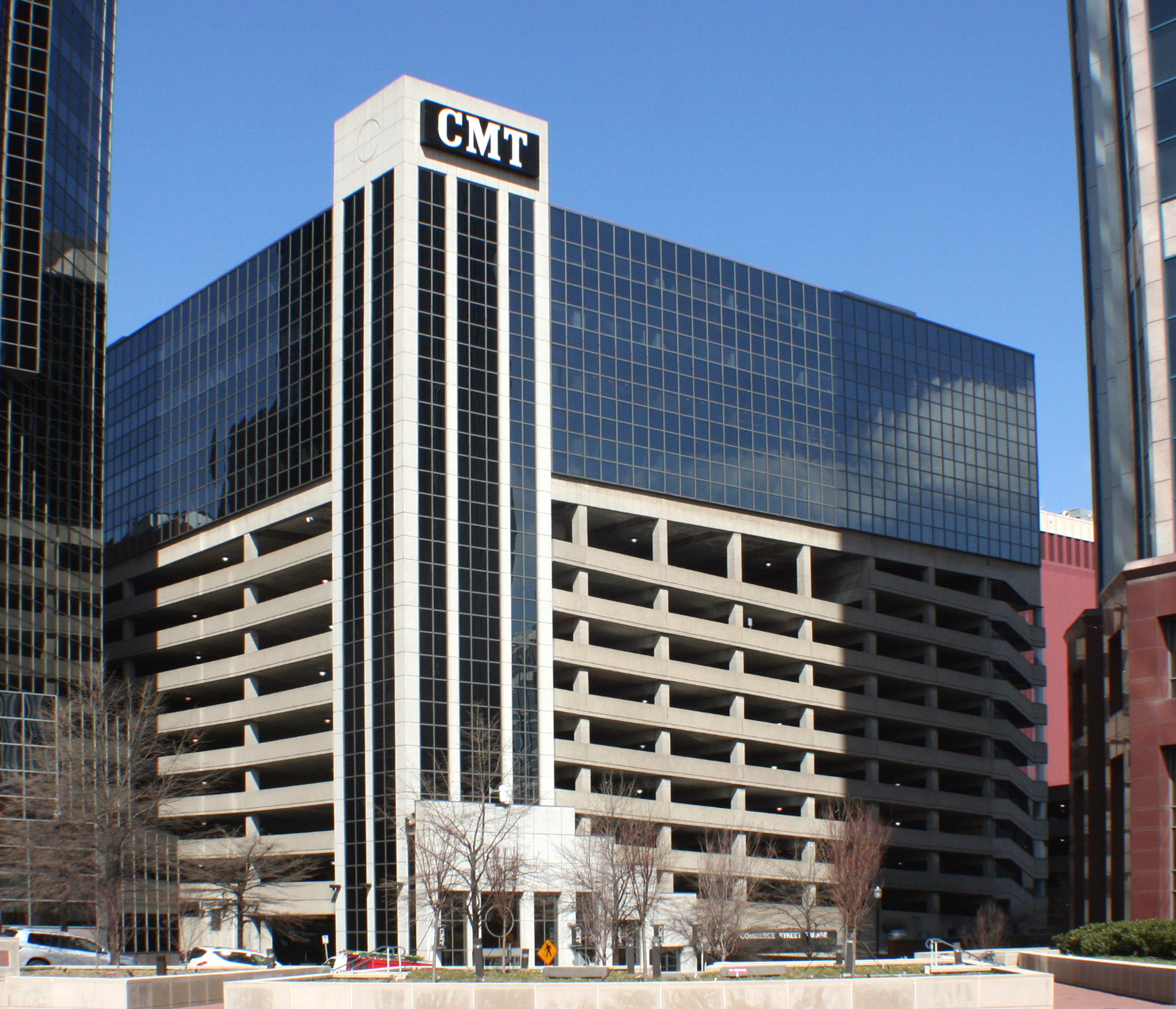
位于田纳西州纳什维尔的 CMT 总部

CMT（Country Music Television）是美國電視頻道，於1983年3月5日美國中部時間下午6:19作為鄉村音樂電視台開播，是第一個專門面向鄉村音樂和鄉村音樂視頻的全國性頻道。截至2018年1月，約有9200萬美國家庭收看。

## 外部連結
- 官方网站
- CMT Founder's Site（页面存档备份，存于）